# Ezgi Kapdan
Ezgi Kapdan est une joueuse de volley-ball turque née le 3 janvier 1985 à Ankara. Elle mesure 1,79 m et joue au poste de passeuse. 

## Clubs
| Club                  | De        | À         |
| --------------------- | --------- | --------- |
| Türk Telekom Ankara   | 2004-2005 | 2006-2007 |
| Marmaris Belediye     | 2007-2008 | 2007-2008 |
| MKE Ankaragücü        | 2008-2009 | 2009-2010 |
| TED Ankara Kolejliler | 2010-2011 | 2010-2011 |
| Ereğli Belediye       | 2011-2012 | 2011-2012 |
| Sarıyer Belediyesi    | 2012-2013 | 2012-2013 |
| Kazan Belediye        | 2014-2015 | 2014-2015 |
| Beşiktaş İstanbul     | 2015-2016 | 2015-2016 |
| TED Ankara Kolejliler | 2016-2017 | 2017-2018 |
| Anakent Spor Kulübü   | jan 2018  | …         |